# داون أندر 2011
داون أندر 2011 (بالإنجليزية: 2011 Tour Down Under)‏ هو سباق دراجات هوائية أقيم بتاريخ 18–23 يناير، تكون السباق من 6 مراحل وامتدّ لمسافة 758 كم بسرعة 42. 329 كم/س، استغرق السباق 17 ساعة 54 دقيقة 27 ثانية.

## روابط خارجية
- داون أندر 2011 على موقع إحصائيات الدراجات الإحترافية (الإنجليزية)